# شاين بيرغوس
شاين بيرغوس (بالإنجليزية: Shane Burgos) هو فنان قتال مختلط أمريكي، ولد في 19 مارس 1991 في ذا برونكس في الولايات المتحدة.

## وصلات خارجية
- شاين بيرغوس على موقع يو إف سي (الإنجليزية)
- شاين بيرغوس على موقع شيردوغ (الإنجليزية)
- شاين بيرغوس على موقع Tapology.com (الإنجليزية)
- شاين بيرغوس على موقع IMDb (الإنجليزية)
- شاين بيرغوس على موقع قاعدة بيانات الفيلم (الإنجليزية)